# Дина-Уапи
Дина-Уапи (исп. Dina Huapi) — город в департаменте Пильканьеу провинции Рио-Негро (Аргентина).

## История
В 1970-х годах в той части департамента, которая заселялась выходцами из Дании, два собственника земель — Кристиан Хансен и Хосе Брендструп — решили продать значительную часть неиспользуемых земель возле озера Науэль-Уапи под жилищное строительство. Так возник населённый пункт, в названии которого первое слово «Дина» происходит от испанского названия Дании (исп. Dinamarca), а второе слово — от названия озера.
Первые дома были построены в 1974—1976 годах. С конца 1980-х сюда стали переезжать те, кто предпочитает тихую и спокойную жизнь на природе напряжению большого города.